# Халил Ергун
Халил Ергун (тур. Halil Ergün; Бурса, Турска, 8. септембар 1946) је турски глумац.

## Филмографија
| Улоге Халил Ергун |                |               |                |          |
| Година            | Српски назив   | Изворни назив | Улога          | Напомена |
| 2006—2010.        | Кад лишће пада |               | Али Риза Текин |          |